# Yvonne Pinas
Yvonne J. Pinas (haar voornaam wordt ook geschreven als Ivonne) is een Surinaams politicus. Vanaf 1996 was ze veertien jaar lid van De Nationale Assemblée voor de Nationale Democratische Partij (NDP). Sinds 2012 is ze districtscommissaris (dc), eerst van Brokopondo en van 2016 tot 2020 van het ressort Boven-Saramacca. Ook nam ze tot november 2018 veertien maanden waar als dc van Boven-Suriname. 

## Biografie
Tijdens het eerste deel van haar loopbaan was ze leerkracht. Na de verkiezingen van 1996 trad ze als lid van de NDP toe tot De Nationale Assemblée (DNA). Daarnaast bleef ze actief voor de gemeenschap van Brokopondo, onder meer als lid van de Evangelische Broedergemeente Suriname. Ze is moeder van drie kinderen. In 2003 verloor ze een dochter aan een hersenvliesontsteking.
Ze bleef tot 2010 aan als lid van DNA. In 2012 volgde ze na verschillende stages Verno Prijor op als dc van Brokopondo. Een jaar later werd met overheidsgeld een riant huis voor haar opgeleverd. In Pokigron werd hier kritisch op gereageerd vanwege het woningtekort in de regio terwijl zij al een woning had. Daarnaast was ze voorzitter van de hulpverleningsorganisatie Njoeng Tamarin.
Tijdens een reshuffling van dc's in 2016 verving Mike Nerkust haar tijdelijk en werd ze begin november opgevolgd door Kenya Pansa. Aan het eind van het jaar werd ze benoemd tot dc van het ressort Boven-Saramacca (Matawai). Daarnaast nam ze tot oktober 2018 veertien maanden waar als dc van het ressort Boven-Suriname. In Boven-Suriname kreeg ze te maken met het opvolgingsconflict van granman Albert Aboikoni. Na zijn benoeming, benoemde Aboikoni Pinas tot kapitein van het dorp Klaaskreek. Kort na de verkiezingen van 2020 werd bij haar het coronavirus vastgesteld. Enkele maanden later werd ze opgevolgd door Erwin Linga.